# Kamtjatkaflundra
Kamtjatkaflundra (Atheresthes evermanni) är en fiskart som beskrevs av Jordan och Starks, 1904. Kamtjatkaflundra ingår i släktet Atheresthes och familjen flundrefiskar. Inga underarter finns listade i Catalogue of Life.